# Sophie Arnould
Pour les articles homonymes, voir Arnould.
Madeleine-Sophie Arnould, ou Sophie Arnould, née le 13 février 1740 à Paris où elle est morte le 22 octobre 1802, est une actrice et cantatrice française.

## Biographie
Elle débuta en 1757, et se retira en 1778. Elle se distinguait, selon ses contemporains, par la finesse de son jeu et l'agrément de sa voix. Elle acquit une grande célébrité par ses bons mots, dont Albéric Deville a fait un recueil intitulé Arnoldiana, ou Sophie Arnould et ses Contemporaines (1813), largement utilisé par les frères Goncourt.
Selon la peintre Élisabeth Vigée Le Brun, « Mademoiselle Arnould n’était pas très jolie ; sa bouche déparait son visage, ses yeux seulement lui donnaient une physionomie où se peignait l’esprit remarquable qui l’a rendue célèbre. On a répété et imprimé un nombre infini de ses bons mots. »
Soprano remarquable, elle créa les rôles d'Iphigénie dans Iphigénie en Aulide et d'Eurydice dans Orphée et Eurydice, opéras de Gluck, ainsi que celui d'Iole dans Hercule mourant d'Antoine Dauvergne.
De sa relation tumultueuse avec Louis-Léon de Brancas, duc de Lauragais, elle eut quatre enfants, dont Antoine-Constant de Brancas, colonel du Premier Empire mort à Essling. Elle fut aussi très proche de Paul Barras et de Nicolas François de Neufchâteau. On lui prête autant de liaisons avec des femmes qu'avec des hommes, notamment Mlle Raucourt, Mme de Villeroy, la princesse de Hénin. Anne Bonnier, ancienne duchesse de Chaulnes qui avait perdu ses titres en épousant son amant (un bourgeois du nom de Giac), lui demanda un jour comment allait « le métier » ; Sophie Arnould répondit : « Assez mal, depuis que les duchesses s'en mêlent. »
Elle fit partie de la société chantante La Dominicale fondée par le célèbre chirurgien Louis et dont furent membres Jean-Joseph Vadé, Claude-Prosper Jolyot de Crébillon, Pierre-Yves Barré, Claude Coqueley de Chaussepierre.
Elle s'installe en 1798 à l'hôtel d'Angiviller, et y meurt en 1802.

## Iconographie
- Jean-Baptiste Greuze, Sophie Arnould (vers 1773), Londres, Wallace Collection
- Thomas Desangles, Sophie Arnould (1782), Portugal collection L.O.F.
- Hélène Bertaux, Sophie Arnould (1881), buste en marbre, Amiens, musée de Picardie

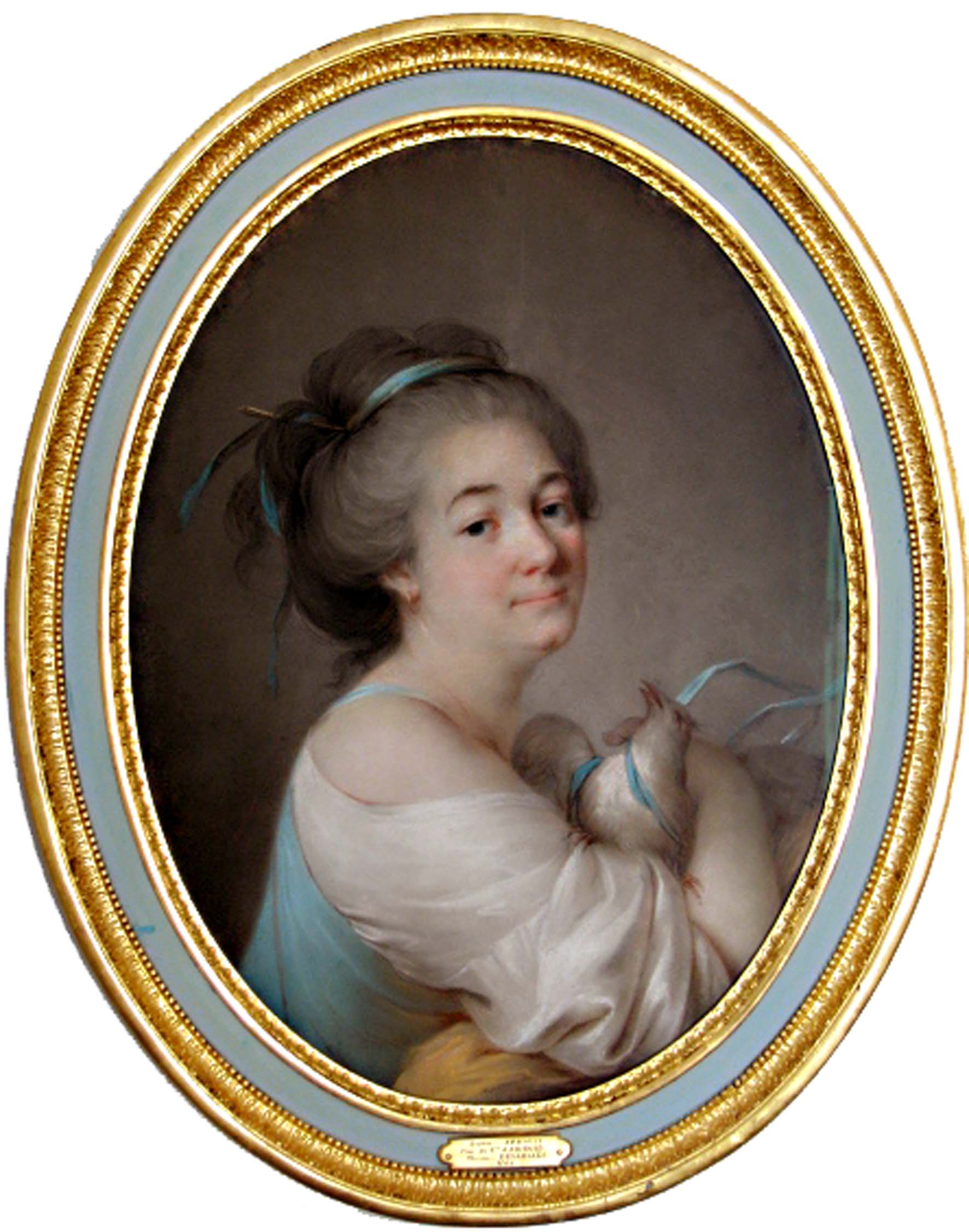
Sophie Arnould, pastel de Thomas Desangles, 1782 ; cadre d'Henri Letonné. Ce pastel proviendrait de la collection du comte d'Artois à Bagatelle.

## Sophie Arnould dans la culture
Sophie Arnould a inspiré plusieurs œuvres.
- Sophie Arnould, comédie en 3 actes de Dumanoir, Adolphe de Leuven et Auguste Pittaud de Forges, (1833)
- Sophie Arnould, opéra-comique de Gabriel Pierné (1927).
- Sophie Arnould apparaît comme personnage dans la pièce Chagrin d’amour de Sacha Guitry (1931).